# Список міністрів екології та природних ресурсів України
Список персон, які керували Міністерством екології та природних ресурсів України, Міністерством охорони навколишнього природного середовища та ядерної безпеки України та Міністерством охорони навколишнього природного середовища України з 1991 року.

## Історичний контекст
З 1946 року єдиним голосом екології при прийнятті державних рішень в Україні є Українське товариство охорони природи (УкрТОП). УкрТОП пропагує еколого-економічний підхід і домагається створення міністерства екології. Як наслідок, Уряд Української РСР у 1967 році створив Держкомприроди, як центральний орган влади. Це сталося на три роки раніше, ніж створення Агентства охорони довкілля США та на 21 рік раніше ніж створення подібних державних органів в Москві (Госкомприроди СРСР/РРФСР).
У 1978—1988 рр. головою Держкомприроди була видатна донька Херсонщини Проценко Діна Йосипівна. Це була перша жінка в світі, яка очолювала центральний орган влади з екології та одна з перших жінок, які очолювали інженерно-технічні галузі в уряді України.
28 квітня 1990 року, згідно з Декларацією про державний суверенітет України, Держкомприроди було названо Державний комітет Української РСР по екології і раціональному природокористуванню.
13 травня 1991 року держкомприроди отримав статус міністерства. Його було названо Міністерство охорони навколишнього природного середовища.

## Список Міністрів екології (та голів Держкомприроди)
| №  | Час повноважень                   | Портрет            | Ім'я                             | Посада                                                                         |
|    | 8 червня 1967 — 11 квітня 1978    |                    | Вольтовський Борис Іовлевич      | Голова Держкомприроди                                                          |
|    | 11 квітня 1978 — 3 листопада 1988 |                    | Проценко Діна Йосипівна          | Голова Держкомприроди                                                          |
|    | 3 листопада 1988 — 1991           |                    | Філоненко Віктор Лазарович       | Голова Держкомприроди                                                          |
| 1  | 19 червня 1991 — 16 жовтня 1992   | Юрій Щербак        | Щербак Юрій Миколайович          | Міністр охорони навколишнього природного середовища України                    |
| 2  | 27 жовтня 1992 — 2 січня 1995     |                    | Костенко Юрій Іванович           | Міністр охорони навколишнього природного середовища України                    |
| 2  | 2 січня 1995 — 8 травня 1998      |                    | Костенко Юрій Іванович           | Міністр охорони навколишнього природного середовища та ядерної безпеки України |
| 3  | 23 серпня 1998 — 31 січня 2000    |                    | Шевчук Василь Якович             | Міністр охорони навколишнього природного середовища та ядерної безпеки України |
| 4  | 31 січня 2000 — 29 травня 2001    |                    | Заєць Іван Олександрович         | Міністр екології та природних ресурсів України                                 |
| 5  | 9 червня 2001 — 30 листопада 2002 |                    | Курикін Сергій Іванович          | Міністр екології та природних ресурсів України                                 |
| 6  | 30 листопада 2002 — 6 червня 2003 |                    | Шевчук Василь Якович             | Міністр екології та природних ресурсів України                                 |
| 7  | 15 липня 2003 — 30 вересня 2003   |                    | Поляков Сергій Васильович        | Міністр екології та природних ресурсів України                                 |
| 7  | 30 вересня 2003 — 3 лютого 2005   |                    | Поляков Сергій Васильович        | Міністр охорони навколишнього природного середовища України                    |
| 8  | 4 лютого 2005 — 4 серпня 2006     |                    | Ігнатенко Павло Миколайович      | Міністр охорони навколишнього природного середовища України                    |
| 9  | 4 серпня 2006 — 18 грудня 2007    |                    | Джарти Василь Георгійович        | Міністр охорони навколишнього природного середовища України                    |
| 10 | 18 грудня 2007 — 11 березня 2010  |                    | Філіпчук Георгій Георгійович     | Міністр охорони навколишнього природного середовища України                    |
| 11 | 11 березня 2010 — 2 липня 2010    |                    | Бойко Віктор Олексійович         | Міністр охорони навколишнього природного середовища України                    |
| 12 | 2 липня 2010 — 9 грудня 2010      | Микола Злочевський | Злочевський Микола Владиславович | Міністр охорони навколишнього природного середовища України                    |
| 12 | 9 грудня 2010 — 20 квітня 2012    | Микола Злочевський | Злочевський Микола Владиславович | Міністр екології та природних ресурсів України                                 |
| 13 | 20 квітня 2012 — 24 грудня 2012   | Едуард Ставицький  | Ставицький Едуард Анатолійович   | Міністр екології та природних ресурсів України                                 |
| 14 | 24 грудня 2012 — 27 лютого 2014   | Олег Проскуряков   | Проскуряков Олег Альбертович     | Міністр екології та природних ресурсів України                                 |
| 15 | 27 лютого 2014 — 2 грудня 2014    | Андрій Мохник      | Мохник Андрій Володимирович      | Міністр екології та природних ресурсів України                                 |
| 16 | 2 грудня 2014 — 2 липня 2015      | Ігор Шевченко      | Шевченко Ігор Анатолійович       | Міністр екології та природних ресурсів України                                 |
| —  | 12 серпня 2015 — 27 січня 2016    |                    | Курикін Сергій Іванович          | в.о. Міністра екології та природних ресурсів України                           |
| —  | 3 лютого 2016 — 14 квітня 2016    |                    | Вронська Ганна Олександрівна     | в.о. Міністра екології та природних ресурсів України                           |
| 17 | 14 квітня 2016 — 29 серпня 2019   | Остап Семерак      | Семерак Остап Михайлович         | Міністр екології та природних ресурсів України                                 |
| 18 | 19 червня 2020 — 3 листопада 2021 | Остап Семерак      | Абрамовський Роман Романович     | Міністр захисту довкілля та природних ресурсів України                         |
| 19 | 4 листопада 2021 - 4 вересня 2024 | Руслан Стрілець    | Стрілець Руслан Олександрович    | Міністр захисту довкілля та природних ресурсів України                         |
| 20 | з 5 вересня 2024                  |                    | Гринчук Світлана Василівна       | Міністр захисту довкілля та природних ресурсів України                         |